# Гаршнек, Юри
Юри Гаршнек (эст. Jüri Garšnek; 15 февраля 1939, И́рбоска, Петсеримаа, Эстония — 9 октября 1980, Виртсу, волость Ляэнеранна, Пярнумаа) — эстонский советский кинооператор, актёр.

## Биография
Родился в семье служащих. С 16 лет работал на Таллинской киностудии в качестве ассистента оператора, нашёл свое призвание в кино. 
В 1962 году окончил операторский факультет ВГИКа. Работал на студии Таллинфильм. В 1975 году получил высшую категорию оператора игрового кино.
Помимо документальных, короткометражных и хроникальных фильмов и фильмов-концертов, Юри Гаршнек работал оператором над 14 художественными фильмами.
Был женат на актрисе Анни Креэм.

Погиб в результате несчастного случая на воде 9 октября 1980 года на съёмках фильма «А потом оглянулся...». Режиссёр фильма Рауль Таммет вспоминает:
Оператор Юри Гаршнек купил себе одноместную парусную лодку Finn во время съемок, на которой мы выходили в море на том же пляже. Я тоже. Смелый поступок. В роковой день, после съемок сцены свадьбы, Юри вышел в море вечером. С ним был ассистент Тийт Берг и исполнительница роли невесты Райли Йыэяэр. Было облачно, и в октябре темнеет рано. Что произошло, неизвестно. Утром мы обнаружили на пляже перевернутую лодку. Море вынесло тела одно за другим, спустя полгода. Мы были в ужасном шоке. Только через 3 недели мы смогли закончить съемки. Мы взяли новую девушку в качестве невесты, а помощник Юри, Райнер Томик встал за камеру.

## Фильмография
Операторские работы
- 1980 — А потом оглянулся… (короткометражный)
- 1979 — Соло (короткометражный)
- 1978 — Зимний отпуск
- 1976  — Лето
- 1974 — Продолжение
- 1973 — Родник в лесу
- 1972 — Сойти на берег
- 1970 — Заблудшие
- 1970 — Берег ветров
- 1969 — Последняя реликвия
- 1967 — Полуденный паром
- 1966 — Письма с острова Чудаков
- 1965 — Им было восемнадцать
- 1964 — Новый нечистый из преисподней
- 1961 — Парни одной деревни

Актёр
- 1980 — А потом оглянулся… (короткометражный)
- 1966 — Письма с острова Чудаков

## Награды
- Удостоен приза на VIII Всесоюзном кинофестивале в Кишинёве (1974) за операторскую работу на фильме «Родник в лесу».